# Butler Lampson

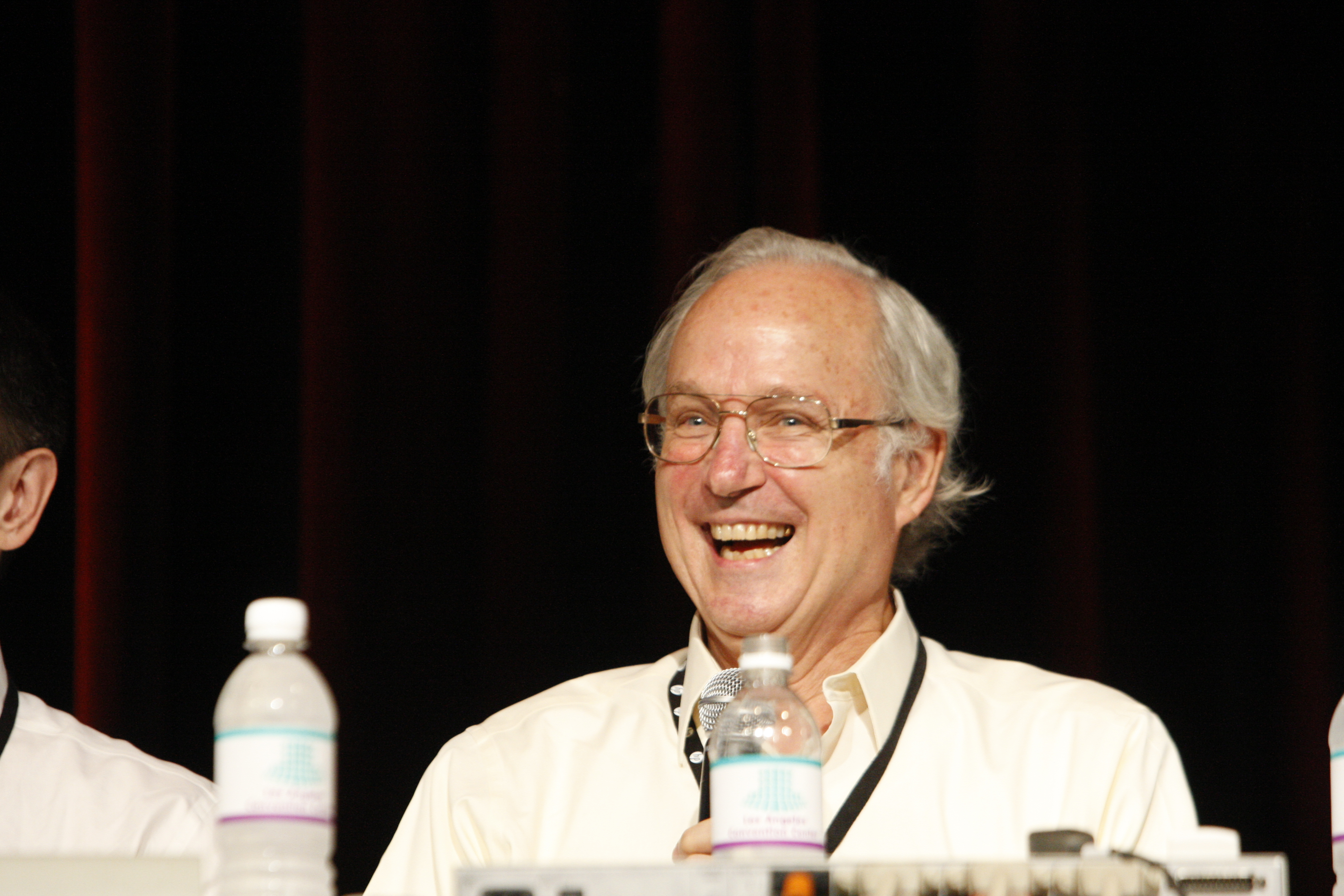
Butler Lampson

Butler W. Lampson (ur. 23 grudnia 1943 w Waszyngtonie) – informatyk amerykański, jeden z założycieli centrum badawczego Xerox PARC firmy Xerox. Wizjoner, współtwórca pierwszego komputera osobistego i innych przełomowych rozwiązań takich jak: drukarka laserowa, Ethernet, szybka sieć lokalna i innych. Za swoje zasługi dla rozwoju informatyki otrzymał w 1992 roku Nagrodę Turinga.